# Râul Valea Dracului, Gârcin
- Pentru alte râuri cu nume omonime, vedeți pagina Râul Valea Dracului (dezambiguizare).

Râul Valea Dracului (Gârcin) este un curs de apă, afluent al râului Mușatul. 

## Generalități
Râul Valea Dracului (Gârcin) nu are afluenți semnificativi și nu trece prin nicio localitate.